# Trolls World Tour
Trolls World Tour è un film d'animazione del 2020 diretto da Walt Dohrn e David P. Smith.
Il film è il sequel del film del 2016 Trolls ed è basato sulle bambole Troll dolls ideate da Thomas Dam.

## Trama
Sei tribù di Troll rappresentano i generi musicali Techno, Funk, Classica, Country, Rock e Pop. Ogni tribù conserva una corda magica che alimenta il loro specifico tipo di musica. La regina Barb della tribù del Rock convoca tutte le tribù a una riunione, con la segreta intenzione di rubare le altre corde per unire i troll alla musica rock dopo aver rubato la corda techno. La regina Poppy, non sapendo questo, prende la corda della loro tribù e cerca di "unire gli altri troll" con Barb, portando con sé Branch, che sta cercando di esprimere i suoi sentimenti nei suoi confronti, e un "clandestino", Grandino, intrufolatosi nella mongolfiera di Poppy e Branch.
Cooper si imbarca in una ricerca per trovare troll come lui, ma un'astronave lo rapisce. Viene a sapere di essere un principe perduto dei Troll Funk, allevato dalla tribù Pop.
In viaggio verso Volcano Rock City, il trio finisce tra le rovine di Symphonyville, la città dei Troll della musica classica, dove un flauto senziente li informa delle reali intenzioni di Barb. Determinata a fermarla, Poppy guida il gruppo verso la casa dei troll country, al fine di coalizzare le tribù contro Barb. I troll country imprigionano il trio che viene però liberato grazie a Hickory, un troll che ha costruito una zattera per portare Poppy e Branch a Volcano Rock City. Lungo la strada, incontrano Chaz, un cacciatore di taglie di troll Smooth jazz inviato da Barb per catturare Poppy ma senza successo. Nonostante questo, il clandestino Grandino, stufo del pericolo a cui Poppy li ha involontariamente portati, litiga con lei e se ne va.
L'astronave dei troll funk rapisce il gruppo di Poppy. All'interno, i troll funk dicono a Poppy che i Troll Pop avevano in passato cercato di unire gli altri sotto la loro musica pop, finendo poi col far separare ogni tribù. I troll rock dirottano la nave e rubano la corda Funk, ma Poppy, Branch e Hickory scappano, anche se Hickory viene accidentalmente separato da Poppy e Branch. Stufo della mancanza di potenziale di Poppy nell'essere una brava regina, Branch la rimprovera perché non ascolta gli altri e la rinnega. Di conseguenza, Poppy viene catturata e la corda Pop viene presa con rammarico da Hickory, che era in realtà un troll Jodel con suo fratello e partner Dickory nascosto nelle sue zampe posteriori.
Intanto Grandino, scoprendo la sua casa distrutta dai Troll rock, si rammarica del suo sfogo contro Poppy e esorta i restanti troll Pop a salvarla; nel frattempo Branch viene attaccato dai troll Reggaeton e K-Pop che stanno avendo una disputa, fino a quando Branch li convince che la loro musica va bene insieme.
Barb imprigiona Poppy sul palco di un concerto. Con la sua chitarra alimentata ora da tutte le sei corde, Barb inizia a trasformare i troll in zombie rock. Poppy riesce a evitare la trasformazione indossando tappi per le orecchie. Stufo dell'ostilità di Barb verso la musica degli altri Troll, Poppy l'accusa di non ascoltare gli altri e di aver commesso lo stesso errore dei Troll Pop. Spacca la chitarra, liberando i troll posseduti dal loro stato di zombi rock, ma distruggendo inavvertitamente le corde, e quindi terminando la musica e portando con sé i colori dei troll. Con il suo piano ora sventato, Barb ammonisce Poppy per aver distrutto la musica e rovinato tutto.
Quando sembra che tutto sia perduto per sempre, Cooper sente il suo battito cardiaco e lo amplifica su un microfono mentre  D crea un beat. Altri troll si uniscono, ravvivando così il potere della loro musica. Nella canzone, Poppy incoraggia tutti a cantare insieme mentre i loro colori vengono ripristinati. Rendendosi conto di quanto siano importanti altre forme di musica e incoraggiata da suo padre Thrash, la pentita Barb cambia idea e si unisce, riacquistando i suoi colori e accettando l'offerta di amicizia di Poppy. Branch confessa il suo amore a Poppy, che ricambia. Al villaggio Pop, tutti si esibiscono insieme e tutti i Troll sono finalmente riuniti mentre festeggiano le loro differenze.
Durante i titoli di coda, Brigida e Gristle Jr si preoccupano che sono "in ritardo alla festa".

## Colonna sonora
La colonna sonora originale del film è uscita a marzo 2020 tramite etichetta RCA Records. È prodotta da Justin Timberlake e dal compositore e produttore Ludwig Göransson. Inoltre, Timberlake ha scritto ed eseguito alcune tracce originali appositamente per il film che includono anche musica del cast ed altri rinomati artisti. La colonna sonora è composta da 20 tracce audio.

## Distribuzione
Inizialmente l'uscita del film era prevista per il 2 aprile 2020 nei cinema ma, a causa del rinvio delle riaperture all'estate  2021 delle sale cinematografiche imposta dalle misure restrittive previste per l'emergenza sanitaria COVID-19, la casa di distribuzione - Universal Pictures International - ne ha disposto l'uscita direttamente sulle principali piattaforme PVOD (Premium Video On Demand) il 10 aprile 2020.

## Sequel
Nel gennaio 2020 è stato annunciato che la DreamWorks Animation avrebbe sviluppato una nuova serie per Hulu e Peacock. Nel novembre 2020 è stata pubblicata la nuova serie animata 2D intitolata Trolls: TrollsTopia. Il 26 novembre 2021 è uscito un nuovo cortometraggio, intitolato Trolls - Buone feste in armonia (Trolls: Holiday in Harmony) che è stato trasmesso su Frisbee, il 23 dicembre 2021, dopo essere stato pubblicato in Italia in DVD il 9 dicembre 2021. Il 23 novembre 2021 è stata annunciata la data di uscita del terzo film Trolls 3 - Tutti insieme (Trolls Band Together) il 9 novembre 2023.